# Ли, Джанет
Джанет Ли (англ. Janet Leigh, урождённая Джинетт Хелен Моррисон (англ. Jeanette Helen Morrison); 6 июля 1927 — 3 октября 2004) — американская актриса, певица и писательница. Обладательница «Золотого глобуса» и номинантка на премию «Оскар». Наиболее известна по ролям в фильмах «Печать зла» (1958) и «Психо» (1960).

## Ранние годы
Джанет Ли родилась в Мерседе, Калифорния, под именем Джинетт Хелен Моррисон. Она была единственным ребёнком Хелен Литы (урождённой Вестергард) и Фредерика Роберта Моррисона. Её мать была дочерью эмигрантов из Дании, а отец имел шотландско-ирландские и немецкие корни.
Вскоре после ее рождения семья переехала в Стоктон, где она и прожила свое детство в бедности.
Училась в Тихоокеанском Университете Стоктона, где изучала музыку и психологию. Ли преуспевала в учебе и выпустилась в 16 лет. Несмотря на то, что Ли покинула колледж для того, чтобы продолжить актерскую карьеру, в 1947 году она поступила на вечерние курсы Университета Южной Калифорнии

## Карьера

### Кино
Карьера Джанет Ли началась в кино в 1945 году благодаря Норме Ширер, которая обнаружила в начинающей актрисе большой талант: она увидела фотографию девушки и порекомендовала агенту Лью Вассерману. Она была помещена под патронаж учителя драмы Лилиан Бернс. Компания «MGM» предложила ей контракт, за которым последовали пробы и дебют в кино в фильме «Роман с Родзи Ридж» (1947).
В последующее десятилетие она появилась во многих популярных фильмах. Она снялась с тогдашним мужем Тони Кёртисом в пяти фильмах: Гудини (1953), Чёрный Щит Фолуорта (1954), Викинги (1958), Идеальный отпуск (1958) и Кто была та леди? (1960). Они также вместе исполнили камео в фильме Пэпэ (1960).
В 1958 году Ли снялась в роли Сьюзен Варгас в нуаре Орсона Уэллса Печать Зла (1958) с Чарлтоном Хестоном, а позже сыграла Мэрион Крэйн в хичкоковском «Психо». Это её самая известная роль с культовой сценой убийства в душе. В «Психо» также снимались Джон Гэвин и Энтони Перкинс. Ли была настолько травмирована сценой в душе, что избегала душа очень долгое время в течение нескольких лет после фильма. За эту роль Ли была удостоена премии «Золотой глобус», а также номинирована на «Оскар». Благодаря роли Мэрион Крэйн Джанет Ли получила на родине прозвище «Мисс Крик».
В феврале 1960 года Ли стала обладательницей именной звезды на «Голливудской аллее славы».
С середины 1960-х годов она почти перестала появляться на экранах, приняв участие лишь в нескольких фильмах, в двух из которых, «Туман» (1980) и «Хэллоуин: 20 лет спустя» (1998), она снялась вместе с дочерью Джейми Ли Кёртис.

### Писательство
Ли также является автором четырёх книг. Её первый мемуар «Это реальный Голливуд» (1984) был признан бестселлером Нью-Йорк Таймс. В 1995 году она опубликовала научно-популярную книгу «Psycho: За кулисами классического триллера», в 1996 — свой первый роман «Дом судьбы», который исследовал жизнь двух друзей, изменяющих ход истории Голливуда. Успех книги породил последующий роман «Фабрика мечты» (2002).

## Личная жизнь и смерть
1 августа 1942 года в возрасте 15 лет (притворившись 18-летней) Ли вышла замуж за 18-летнего Джона Кеннет Карлайла в Рино, штат Невада. Брак был аннулирован спустя четыре месяца, 28 декабря 1942 года.
5 октября 1945 года в возрасте 18 лет вышла замуж за Стэнли Римса, и они были разведены 7 сентября 1949 года.
4 июня 1951 года Ли вышла замуж за актёра Тони Кёртиса. В браке родились две дочери, Келли и Джейми, которые тоже стали актрисами. Вскоре брак распался, и Ли вышла замуж за биржевого маклера Роберта Брандта в Лас-Вегасе. Они прожили вместе 42 года, вплоть до смерти Ли в 2004 году.
Ли была удостоена почётного звания доктора изящных искусств в университете Тихого океана в Стоктоне, Калифорния.
Ли умерла в 2004 году в возрасте 77 лет в Беверли-Хиллз, Калифорния, после года борьбы с васкулитом (воспалением кровеносных сосудов), тело было кремировано.

## Избранная фильмография
| Год  |    | Русское название             | Оригинальное название         | Роль                                           |
| ---- | -- | ---------------------------- | ----------------------------- | ---------------------------------------------- |
| 1948 | ф  | Родные холмы                 | Hills of Home                 | Маргит Митчелл                                 |
| 1948 | ф  | Акт насилия                  | Act of Violence               | Эдит Энли                                      |
| 1949 | ф  | Маленькие женщины            | Little Women                  | Маргарет «Мег» Марч / Брук                     |
| 1949 | ф  | Красный Дунай                | The Red Danube                | Мария Булен                                    |
| 1952 | ф  | Скарамуш                     | Scaramouche                   | Алина де Гаврильяк                             |
| 1953 | ф  | Обнажённая шпора             | The Naked Spur                | Лина Пэтч                                      |
| 1953 | ф  | Гудини                       | Houdini                       | Бесс Гудини                                    |
| 1954 | ф  | Полицейский-мошенник         | Rogue Cop                     | Карен Стефенсон                                |
| 1957 | ф  | Лётчик                       | Jet Pilot                     | лейтенант Анна Марладовна Шеннон / Ольга Орлиф |
| 1958 | ф  | Печать зла                   | Touch of Evil                 | Сьюзан «Сюзи» Варгас                           |
| 1958 | ф  | Викинги                      | The Vikings                   | Моргана                                        |
| 1960 | ф  | Психо                        | Psycho                        | Мэрион Крейн                                   |
| 1962 | ф  | Маньчжурский кандидат        | The Manchurian Candidate      | Юджени Роуз Чейни                              |
| 1966 | ф  | Харпер                       | Harper                        | Сьюзан Харпер                                  |
| 1975 | тф | Коломбо. Забытая леди        | Columbo. Forgotten Lady       | Грейс Уилер                                    |
| 1980 | ф  | Туман                        | The Fog                       | Кэти Уильямс                                   |
| 1998 | ф  | Хэллоуин: 20 лет спустя      | Halloween H20: 20 Years Later | Норма Уотсон                                   |
| 2005 | ф  | Плохие девочки из Вэллей Хай | Bad Girls from Valley High    | мисс Уитт                                      |

## Награды и номинации
| Ассоциация       | Год  | Категория                                     | Работа                 | Результат |
| ---------------- | ---- | --------------------------------------------- | ---------------------- | --------- |
| «Оскар»          | 1961 | Лучшая женская роль второго плана             | Психо                  | Номинация |
| «Золотой глобус» | 1961 | Лучшая женская роль второго плана — кинофильм | Психо                  | Победа    |
| «Лорел»          | 1960 | Лучшая женская комедийная роль                | Кто была та леди?      | Номинация |
| «Лорел»          | 1961 | Лучшая женская комедийная роль                | Мексиканец в Голливуде | Победа    |
| «Лорел»          | 1961 | Лучшая актриса                                | н/д                    | Номинация |
| «Лорел»          | 1961 | Лучшая женская роль второго плана             | Психо                  | Номинация |